# Famille von Trotha
La famille von Trotha est une famille de la noblesse allemande originaire de Saxe qui tient son nom du château de Trotha, aujourd'hui à Trotha, quartier dépendant de la ville de Halle. Les premiers ancêtres mentionnés sont Willibertus de Trote et Tilo de Trote, en 1291. Nicolaus von Trotha est l'ancêtre direct de la famille.

## Historique

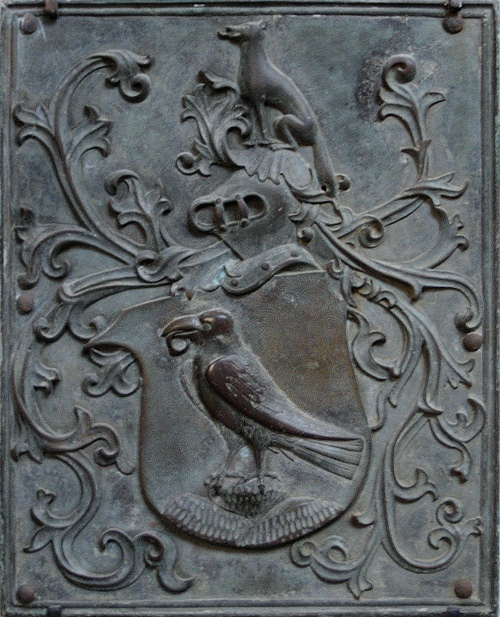
Armoiries des Trotha à la cathédrale de Mersebourg

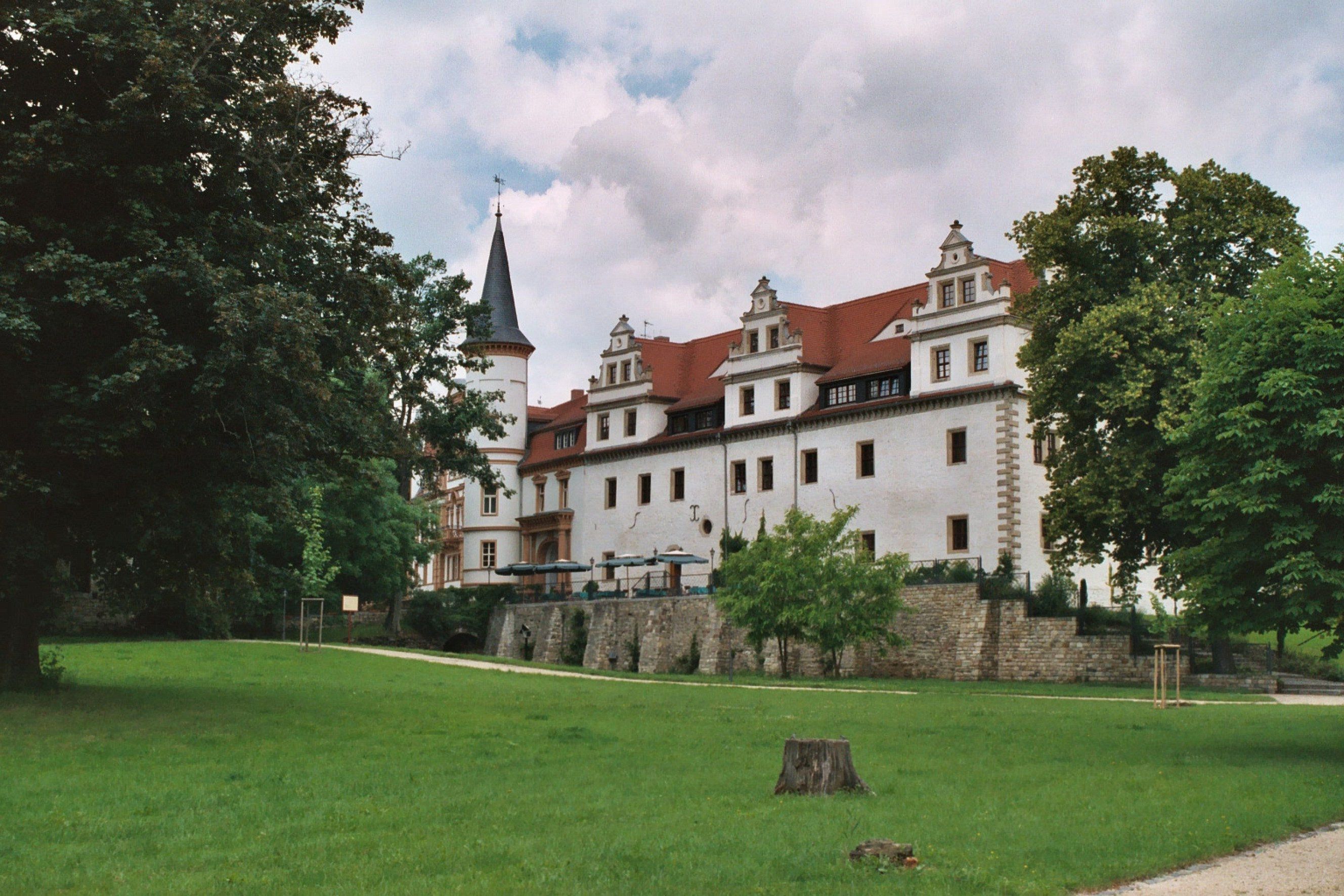
Château de Schkopau

## Personnalités
- Adolf von Trotha (1868-1940), amiral
- Carl Dietrich von Trotha (de) (1907-1952), membre du cercle de Kreisau
- Ernst von Trotha (de) (1819-1903), général prussien
- Franz Ulrich von Trotha (de) (1806-1860), membre de la chambre des représentants de Prusse
- Friedrich von Trotha (de) (1812-1868), général prussien
- Friedrich von Trotha (de) (1841-1914), général prussien
- Friedrich Wolf von Trotha (de) (1829-1885), député du parlement du duché d'Anhalt (de)
- Hans von Trotha (1450-1503), chevalier
- Hermann von Trotha (de) (1804-1891), général prussien
- Lothar von Trotha (1848-1920), général prussien
- Thilo von Trotha (de) (1443-1514), évêque de Mersebourg
- Thilo von Trotha (de) (1814-1888), général prussien
- Thilo von Trotha (1873-1947), officier de marine
- Thilo von Trotha (1882-1969), homme politique
- Trutz von Trotha (de) (1946), sociologue
- Wilhelm von Trotha (1916-1945), commandant de sous-marin
- Woldemar von Trotha (de) (1797-1859), général prussien
- Wolf von Trotha (de) (1884-1946), vice-amiral